# 하명
|                        |
| 행정행위               |
| 행정행위의 분류        |
| 법률행위적 행정행위    |
| 하명 · 허가            |
| 면제 · 특허            |
| 대리 · 인가            |
| 준법률행위적 행정행위  |
| 확인행위 · 공증행위    |
| 통지행위 · 수리행위    |
| 성립요건               |
| 주체 · 내용            |
| 절차 · 형식            |
| 행정행위의 부관의 종류 |
| 조건 · 기한            |
| 부담 · 취소권 유보     |
| 법률효과의 일부배제    |

하명(下命行爲 )란 행정청이 작위, 부작위, 급부, 수인 등을 명하는 행정행위를 말한다. 이 중에서 부작위를 명하는 행정행위를 따로 금지라고 한다. 명령적 행위에 해당된다

## 참고 문헌
- 김철용, 행정법 2(김철용)(제5판), 박영사. (ISBN 9788910513230)